# Coppa Intertoto UEFA 2008
La Coppa Intertoto UEFA 2008 è stata la 14ª ed ultima edizione della Coppa Intertoto UEFA. Si è svolta in tre turni e le 11 squadre che hanno superato il terzo turno sono state ammesse al secondo turno di qualificazione della Coppa UEFA 2008/09.
Il sorteggio si è svolto a Nyon, in Svizzera, dove ha sede l'UEFA, lunedì 21 aprile 2008.

## Sistema di qualificazione
Regione Sud-Mediterranea
     Regione Centro-Est
     Regione Nord

Regione Sud-Mediterranea
Regione Centro-Est
Regione Nord

Alla Coppa Intertoto 2008 hanno partecipato 50 squadre, provenienti da 50 diverse Federazioni nazionali.
Primo turno: 28 squadre
- 28 club dai paesi con posizione 23-36, 38-50 e 53

Secondo turno: 28 squadre
- 14 vincitori del primo turno
- 14 club dai paesi con posizione 9-22

Terzo turno: 22 squadre
- 14 vincitori del secondo turno
- 8 club dai paesi con posizione 1-8

## Primo turno
Andata 21 e 22 giugno, ritorno 28 e 29 giugno.
| Squadra 1                | Totale                   | Squadra 2                | Andata                   | Ritorno                  |
| Regione Sud-Mediterranea | Regione Sud-Mediterranea | Regione Sud-Mediterranea | Regione Sud-Mediterranea | Regione Sud-Mediterranea |
| ------------------------ | ------------------------ | ------------------------ | ------------------------ | ------------------------ |
| Besa Kavajë              | (gfc) 1 - 1              | Ethnikos Achnas          | 0 - 0                    | 1 - 1                    |
| Čelik Zenica             | 4 - 4 (gfc)              | Grbalj                   | 3 - 2                    | 1 - 2                    |
| Rijeka                   | 0 - 2                    | Renova                   | 0 - 0                    | 0 - 2                    |
| Hibernians               | 0 - 3                    | Gorica                   | 0 - 3                    | 0 - 0                    |
| Regione Centro-Est       |                          |                          |                          |                          |
| Zhetysu                  | 3 - 6                    | Honvéd                   | 1 - 2                    | 2 - 4                    |
| Mika Yerevan             | 2 - 2 (gfc)              | Tiraspol                 | 2 - 2                    | 0 - 0                    |
| Neftchi Baku             | (gfc) 3 - 3              | Nitra                    | 2 - 0                    | 1 - 3                    |
| KS Cracovia              | 1 - 5                    | Shakhtyor                | 1 - 2                    | 0 - 3                    |
| Etzella Ettelbruck       | (gfc) 2 - 2              | Lokomotivi Tbilisi       | 0 - 0                    | 2 - 2                    |
| Regione Nord             |                          |                          |                          |                          |
| Ekranas                  | 4 - 0                    | Trans Narva              | 1 - 0                    | 3 - 0                    |
| HB Tórshavn              | 1 - 4                    | Elfsborg                 | 1 - 4                    | 0 - 0                    |
| Bohemians                | 9 - 3                    | Rhyl                     | 5 - 1                    | 4 - 2                    |
| Lisburn Distillery       | 3 - 6                    | Turun Palloseura         | 2 - 3                    | 1 - 3                    |
| Rīga                     | 3 - 2                    | Fylkir                   | 1 - 2                    | 2 - 0                    |

## Secondo turno
Andata 5 e 6 luglio, ritorno 12 e 13 luglio.
| Squadra 1                | Totale                   | Squadra 2                | Andata                   | Ritorno                  |
| Regione Sud-Mediterranea | Regione Sud-Mediterranea | Regione Sud-Mediterranea | Regione Sud-Mediterranea | Regione Sud-Mediterranea |
| ------------------------ | ------------------------ | ------------------------ | ------------------------ | ------------------------ |
| PSFK Černomorec Burgas   | 3 - 1                    | Gorica                   | 1 - 1                    | 2 - 0                    |
| Grbalj                   | 2 - 3                    | Sivasspor                | 2 - 2                    | 0 - 1                    |
| Grasshoppers             | 5 - 1                    | Besa Kavajë              | 2 - 1                    | 3 - 0                    |
| Renova                   | 1 - 3                    | Bnei Sakhnin             | 1 - 2                    | 0 - 1                    |
| OFK Belgrado             | 2 - 3                    | Panionios                | 1 - 0                    | 1 - 3                    |
| Regione Centro-Est       |                          |                          |                          |                          |
| Germinal Beerschot       | 1 - 2                    | Neftchi Baku             | 1 - 1                    | 0 - 1                    |
| Saturn                   | 8 - 1                    | Etzella Ettelbruck       | 7 - 0                    | 1 - 1                    |
| Tiraspol                 | 1 - 3                    | Tavrija                  | 0 - 0                    | 1 - 3                    |
| Sturm Graz               | 2 - 0                    | Shakhtyor                | 2 - 0                    | 0 - 0                    |
| Teplice                  | 3 - 3 (gfc)              | Honvéd                   | 1 - 3                    | 2 - 0                    |
| Regione Nord             |                          |                          |                          |                          |
| Turun Palloseura         | 1 - 4                    | Odense                   | 1 - 2                    | 0 - 2                    |
| Hibernian                | 0 - 4                    | Elfsborg                 | 0 - 2                    | 0 - 2                    |
| Ekranas                  | 1 - 7                    | Rosenborg                | 1 - 3                    | 0 - 4                    |
| Rīga                     | (gfc) 2 - 2              | Bohemians                | 1 - 0                    | 1 - 2                    |

## Terzo turno
Andata 19 e 20 luglio, ritorno 26 e 27 luglio.
| Squadra 1                | Totale                   | Squadra 2                | Andata                   | Ritorno                  |
| Regione Sud-Mediterranea | Regione Sud-Mediterranea | Regione Sud-Mediterranea | Regione Sud-Mediterranea | Regione Sud-Mediterranea |
| ------------------------ | ------------------------ | ------------------------ | ------------------------ | ------------------------ |
| Bnei Sakhnin             | 1 - 3                    | Deportivo la Coruña      | 1 - 2                    | 0 - 1                    |
| Panionios                | 0 - 2                    | Napoli                   | 0 - 1                    | 0 - 1                    |
| Sivasspor                | 0 - 5                    | Braga                    | 0 - 2                    | 0 - 3                    |
| Grasshoppers             | 4 - 0                    | PSFK Černomorec Burgas   | 3 - 0                    | 1 - 0                    |
| Regione Centro-Est       |                          |                          |                          |                          |
| Saturn                   | 1 - 3                    | Stoccarda                | 1 - 0                    | 0 - 3 (dts)              |
| Neftchi Baku             | 2 - 3                    | Vaslui                   | 2 - 1                    | 0 - 2                    |
| Rennes                   | 1 - 1 (10-9 dcr)         | Tavrija                  | 1 - 0                    | 0 - 1 (dts)              |
| Sturm Graz               | 2 - 1                    | Honvéd                   | 0 - 0                    | 2 - 1                    |
| Regione Nord             |                          |                          |                          |                          |
| NAC Breda                | 1 - 2                    | Rosenborg                | 1 - 0                    | 0 - 2                    |
| Odense                   | 2 - 3                    | Aston Villa              | 2 - 2                    | 0 - 1                    |
| Elfsborg                 | 1 - 0                    | Rīga                     | 1 - 0                    | 0 - 0                    |

## Vincitore
Secondo l'ultima formula del torneo, in vigore dal 2006, la formazione vincitrice dell'Intertoto che ha successivamente effettuato il cammino più lungo in Coppa UEFA è la squadra che si aggiudica anche il trofeo.

Questi i piazzamenti delle 11 squadre vincenti il terzo turno di Coppa Intertoto:
- Braga: Ottavi di finale. Vince la Coppa Intertoto 2008.[1]
- Aston Villa: Sedicesimi di finale.
- Deportivo La Coruña: Sedicesimi di finale.
- Stoccarda: Sedicesimi di finale.
- Rosenborg: Fase a gironi.
- Napoli: Primo turno.
- Rennes: Primo turno.
- Vaslui: Primo turno.
- Elfsborg: 2º turno preliminare.
- Grasshoppers: 2º turno preliminare.
- Sturm Graz: 2º turno preliminare.